# عشرباوية
العشرباوية (الاسم العلمي: Exaceae) هي قبيلة من النباتات تتبع فصيلة الجنطيانية من الرتبة الجنطيانيات.

## أجناس العشرباوية
- العشرب